# Сади-2
Сади 2 — мікрорайон в Шевченківському районі Полтави. Збудований у 80-х роках XX століття.

## Галерея

Фрагмент Садів-2 з висоти пташиного польоту
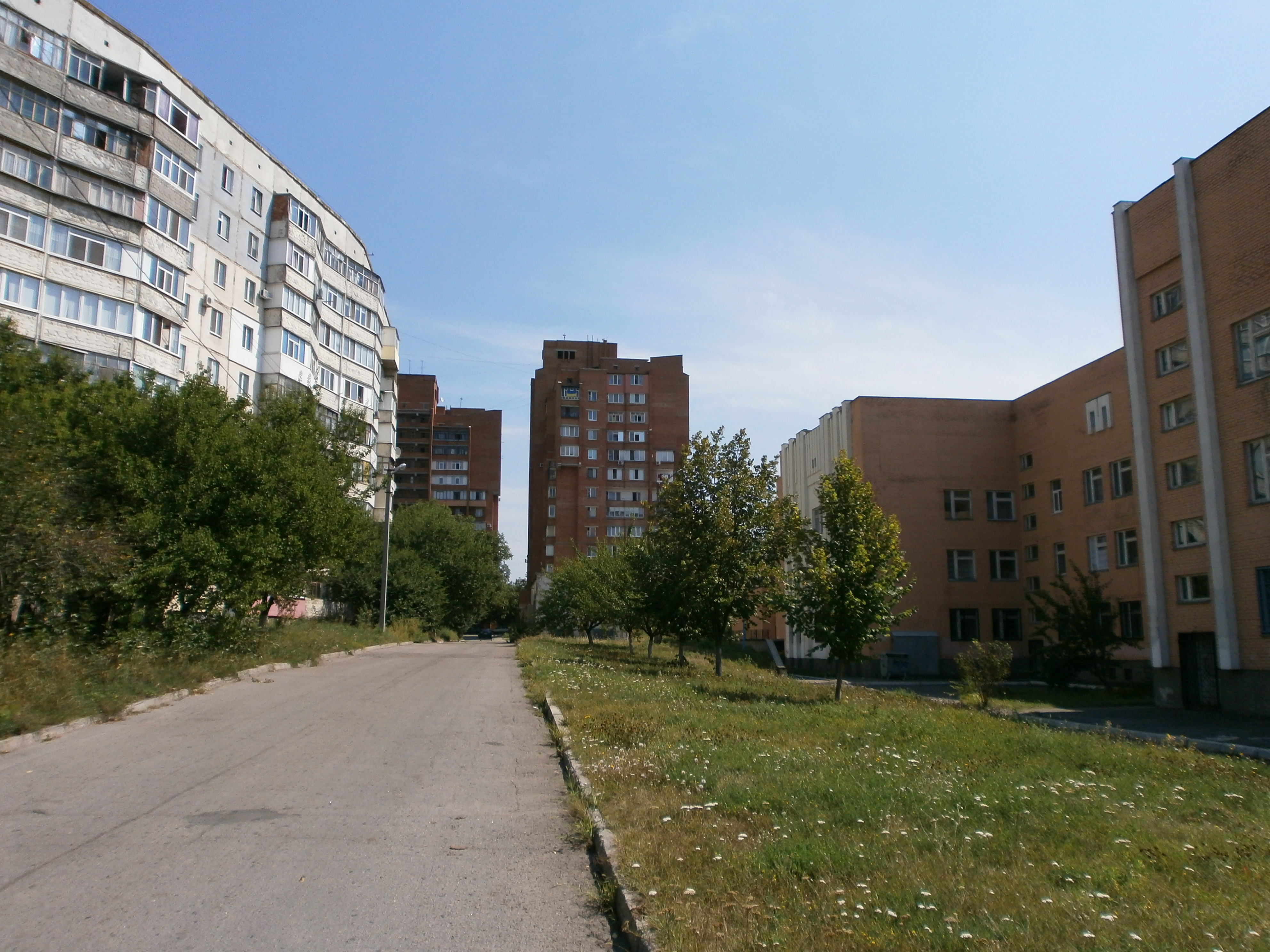
Фрагмент забудови Садів-2 з дитячою поліклінікою праворуч
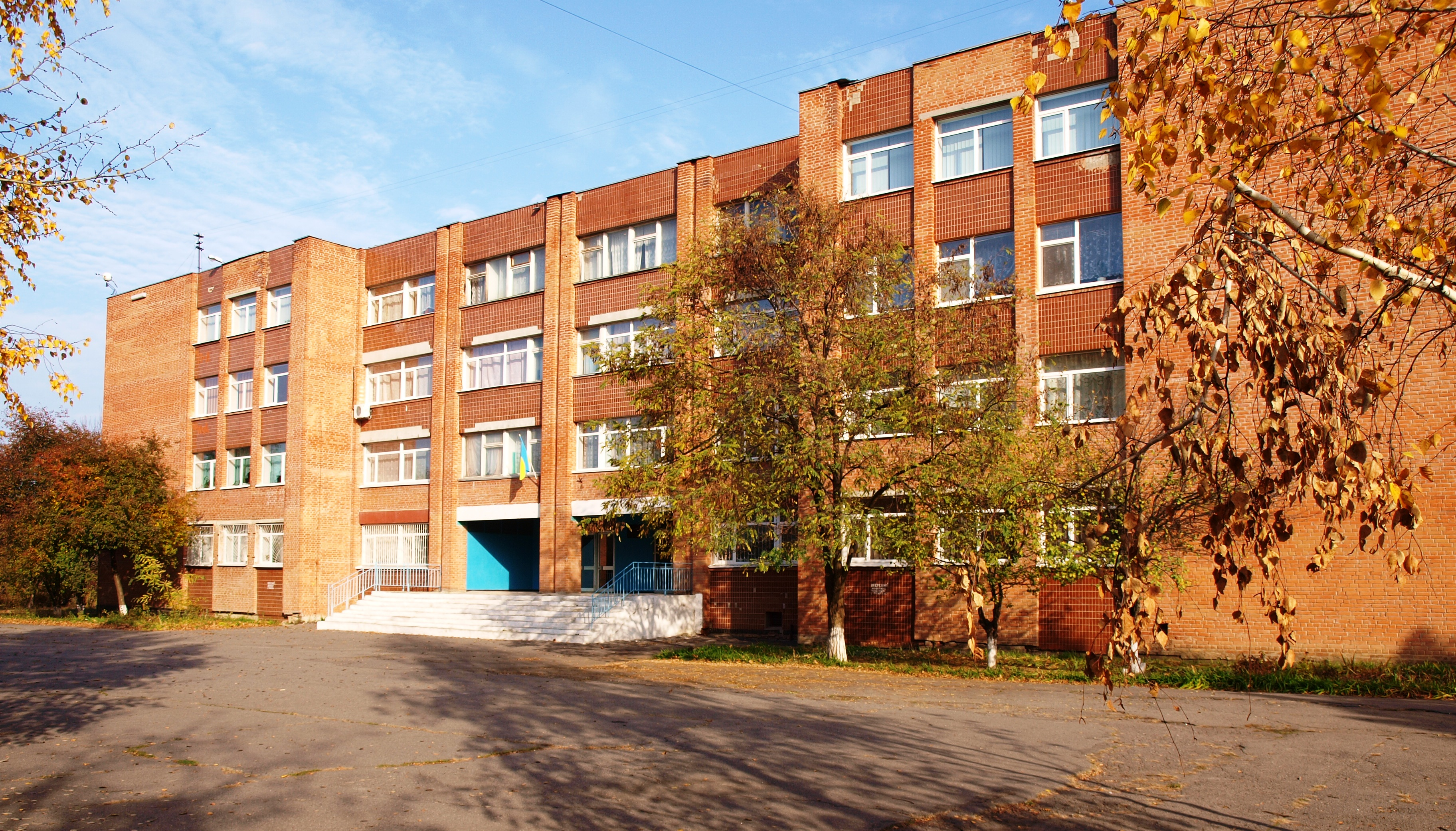
Загальноосвітня школа № 34
Нові багатоповерхівки